# Енцо Гузман
Ѐнцо Гу̀зман (среща се и като Гу̀сман; на малтийски: Enzo Gusman; Слима, 9 август 1947 г. – Мисисога, 18 декември 2021 г.) е известен малтийски певец, композитор, радиоводещ и банкер. Представя страната си на редица музикални фестивали по света, включително и на „Златният Орфей“ в България.

## Биография
Когато е 13-годишен, е открит от малтийския комедиен актьор Джони Наваро, който го кани да участва в радиопрограмата „Тик так“, излъчвана по местното радио „Редифюжън“. Първата му победа на музикална надпревара е в Сицилия, когато е на 17 години. Средното си образование получава в лицея в Хамрун, а висшето – в Малтийския университет в Мсида.
През 1964 г. става вокалист на поп групата „Дъ Бойс“. През 1965 г. започва да работи като банкер към „Барклейз“. Дебютира на Малтийския песенен фестивал през ноември 1966 г. с песента Int („Ти“), с която печели. Оттогава участва няколко пъти на мероприятието, печелейки още четири пъти: през 1974 г. – с Paċi fid-dinja („Мир в света“), през 1976 г. – с Tifkiriet tagħna t-tnejn („Спомени за нас двамата“), през 1995 г. – с Din għalikom… il-ħbieb tiegħi („Това е за вас… приятели мои“), и през 2000 г. – с Nittama („Надявах се“). Рекордът му от пет победи е постигнат само от Ренато Микалеф. През 1969 г. представя седмичния италиански хитпарад по радиото.
През 1976 г. води всекидневното предаване Bejn il-Ħbieb („Между приятели“) по станция „Гласът на приятелството и солидарността“. През тези години се жени за певицата Кармен Скембри, от която има две дъщери – Йохана и Грета. Семейството емигрира в Канада през декември 1979 г., където Енцо работи като банкер за различни банки, включително и „Ситибанк“, а през 1980 г. – като радиоводещ по многоезичната станция „ЧИН“. Около началото на 90-те години се завръща се в родината си.
Вследствие на победите си на малтийския фестивал е замислено да представи страната си на песенния конкурс на „Евровизия“ на изданията през 1974 и 1976 г. с песните Peace in the World и Sing Your Song, Country Boy, но поради оттеглянето на Малтийската телевизия от конкурса участието му така и не се осъществява.
През годините се представя на множество международни фестивали. През 1976 и 1977 г. участва в международния конкурс на „Златният Орфей“ в България. По време на първото си участие изпълнява песните If („Ако“; музика и текст: Дейвид Гейтс, аранжимент: Развигор Попов) и Rock and Roll („Рокендрол“), за които печели Специалната награда на Съюза на музикалните дейци. През следващата година участва с песента „Диалог“ (музика: Мария Ганева, текст: Енцо Гузман, аранжимент: Оли Блекет). Изпълненията му са включени в плочите „Златният Орфей '76. Лауреати и гости“ (ВТА 2061 и 2062) и „Българската песен по света. Златният Орфей '77“ (ВТА 2191), издадени от „Балкантон“.
Други музикални мероприятия, на които участва, са първото издание на „Олимпиада на песента“ в Атина, Гърция (1968 г.), Световният фестивал на песента в Токио, Япония (1974 г.) с песента World of Sunshine („Слънчев свят“), която изпълнява в дует със съпругата си Кармен Скембри, Международният фестивал на песента във Виня дел Мар, Чили (1975, 1976, 1978 г.), Международният фестивал за филмова и популярна песен в Истанбул, Турция (1976 г.), Песенният фестивал на средиземноморските страни в Александрия, Египет, Международният песенен фестивал „Хора и море“ в Росток, ГДР (1978 г.), на който получава III награда, „Словенска попевка“ (1979 г.) и други.
През 1997 г. печели малтийския фестивал „Песента на народа“ (на малтийски: L-Għanja tal-Poplu) с песента It-Tijatru („Театърът“).
На 13 декември 2011 г. е удостоен с медала „За заслуги пред Републиката“ (на малтийски: Midalja għall-Qadi tar-Repubblika), връчен му от тогавашния президент на Малта Джордж Абела.
Умира на 18 декември 2021 г. На 15 март 2023 г. в негова памет е издигнат бюст в родния му град Слима.

## Дискография
- ок. 1975 – Fil-Pjazza tar-Raħal
- 1998 – The Maltese Collection